# United States Merchant Marine Academy
United States Merchant Marine Academy (förkortning: USMMA) är en federal sjöbefälsskola som är belägen på Long Island vid Kings Point, New York. 
Lärosätet ingår i United States Maritime Administration.

## Bakgrund
Efter en brand ombord på passagerarfartyget SS Morro Castle 1934 i vilken 134 personer omkom, antog USA:s kongress Merchant Marine Act of 1936 som innebar högre standardisering liksom skyldigheter för handelsflottan att understödja USA:s flotta i händelse av krig.
Förvärvande av markområdet för USMMA campus liksom påbörjande av bygget inleddes under 1942. USA:s president Franklin D. Roosevelt förrättade invigningen 30 september 1943.
Sedan 1949 har USMMA delat ut Bachelor of Science-examina. Lärare och studenter från USMMA deltog som voluntärer efter 11 september-attackerna vid resterna av World Trade Center. 

## Syfte
Utbildningen är avgiftsfri (utbildningens värde motsvarar cirka $250 000), vilket innebär att söktrycket är högt. Efter examen följer flera tjänstgöringsskyldigheter beroende på karriärval. Utbildningen är primärt avsedd för amerikanska medborgare mellan 17 och 25 års ålder, med rekommendationsbrev från ledamot av USA:s kongress samt att sökande är av "sound moral character".
Utbildningen leder till 4-årig Bachelor of Science inom fem olika huvudämnen (Marine Transportation, Marine Engineering, Marine Engineering Systems, Marine Engineering and Shipyard Management samt Maritime Logistics and Security), liksom nautisk behörighet (som antingen styrman eller maskinbefäl) för att kunna tjänstgöra i handelsflottan (engelska: United States Merchant Marine), liksom officersfullmakt som reservofficer i någon av USA:s väpnade styrkor.
De som väljer att arbeta inom den civila sjöfarten måste arbeta 5 år inom yrken godkända av U.S. Maritime Administration till sjöss eller land som innebär upprätthållande av nautisk behörighet samt 8 års tjänstgöring som reservofficer i någon av USA:s väpnade styrkor.
Ett annat alternativ är 5 års aktiv tjänstgöring inom någon av USA:s väpnade styrkor; även om flottan och kustbevakningen ligger närmast tillhands för person med examen från USMMA, är dessa även behöriga för att kunna bli officerare i armén, marinkåren, flygvapnet och rymdstyrkan.

## Kadettkåren
Kadettkåren (engelska: Regiment of Midshipmen) är organiserad som ett regemente, bestående av 3 bataljoner och 6 kompanier med 2 kompanier i varje bataljon. Kaddetterna (som i likhet med United States Naval Academy bär titeln midshipman) bär uniform och lever i logement på campusområdet.

## Bildgalleri

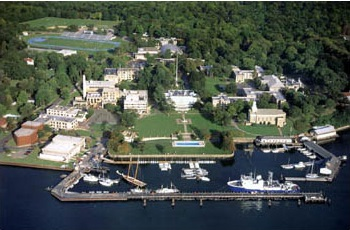
Vy över campusområdet med tillhörande skolfartyg.
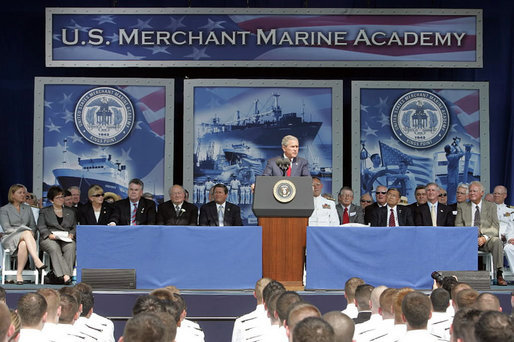
President George W. Bush höll tal under examensceremonin på USMMA 19 juni 2006.
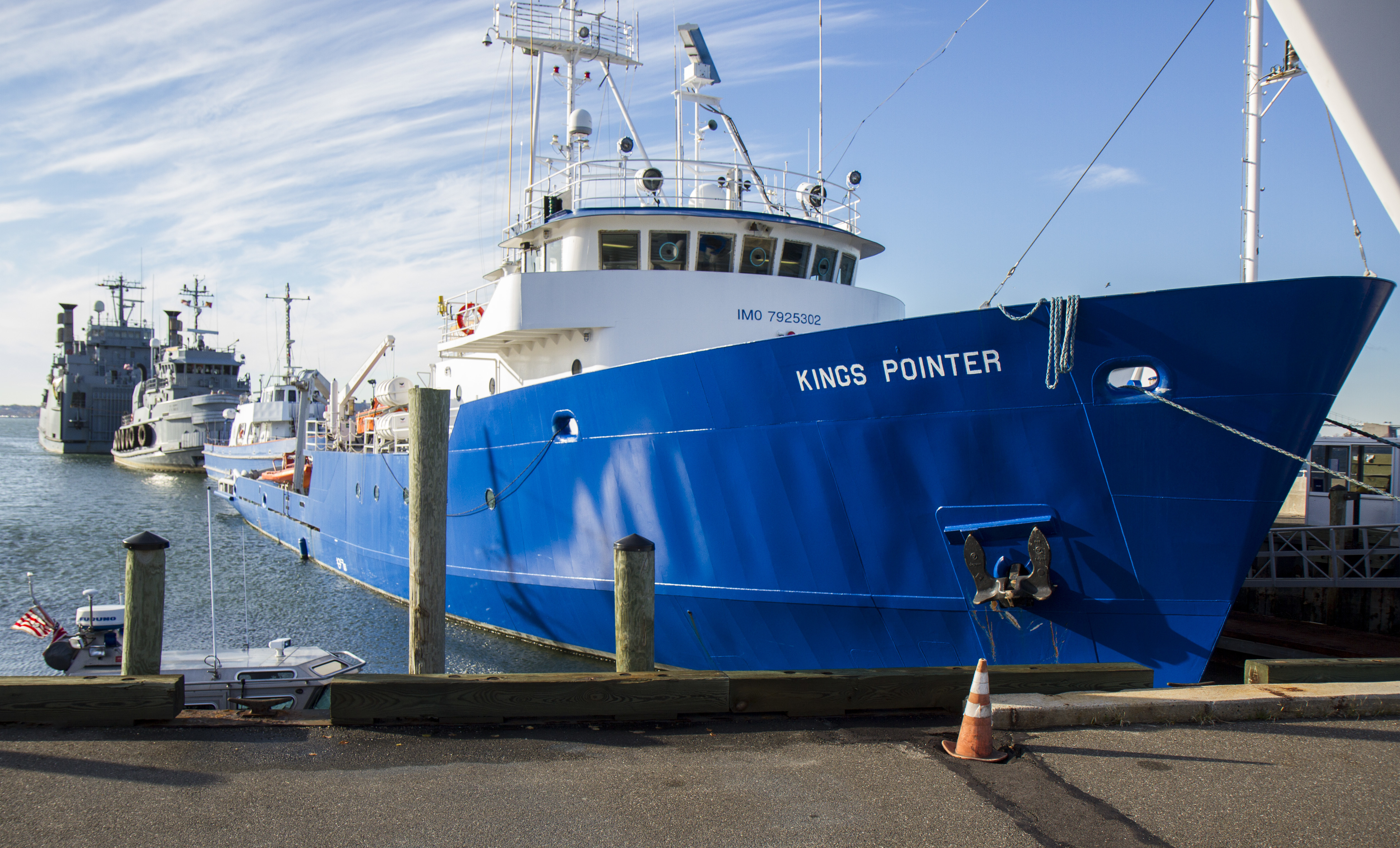
Skolfartyget Kings Pointer.
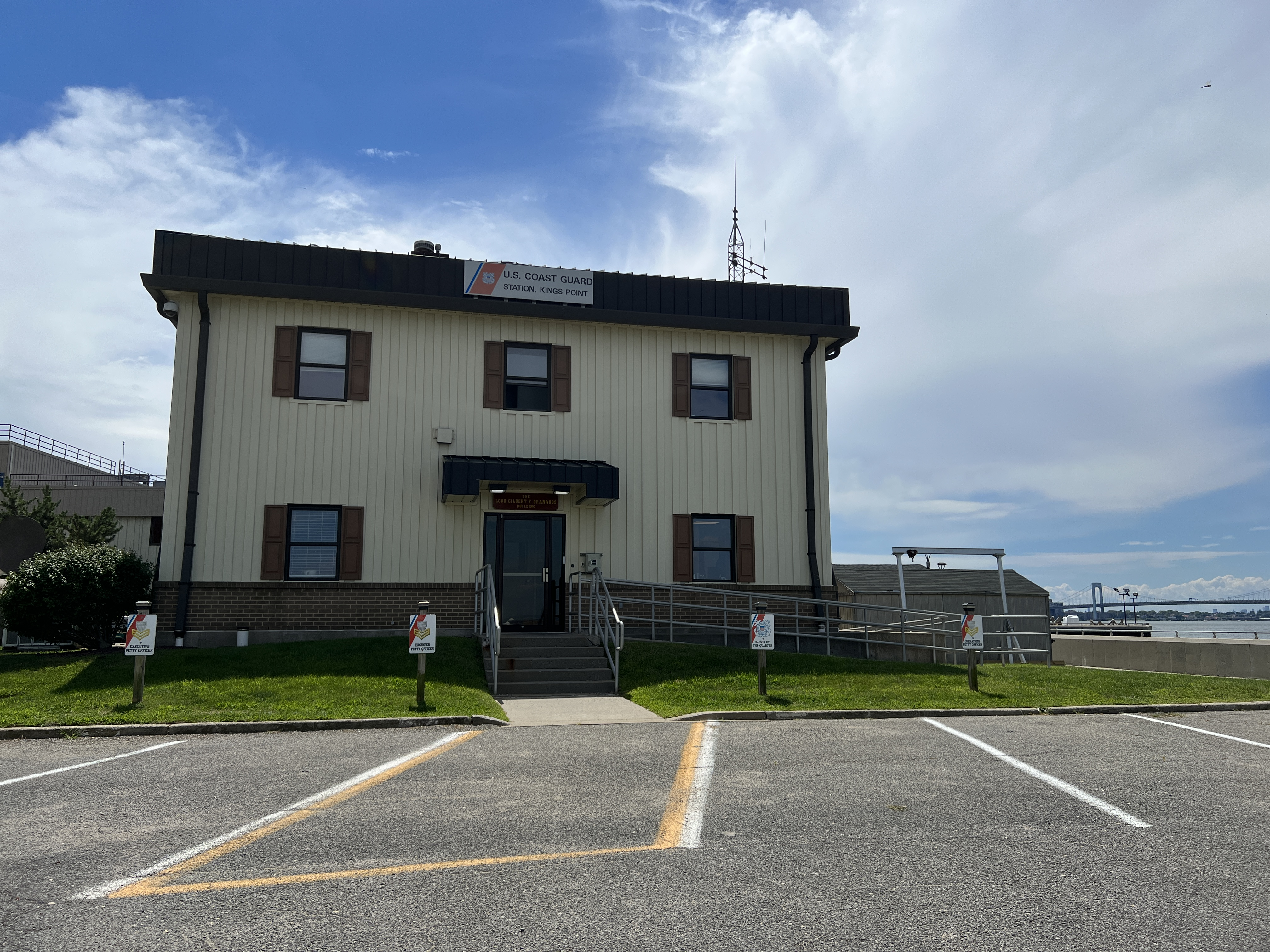
Kustbevakningsstation vid Kings Point